# 姚昕
姚昕，上海交通大学物理系教授，研究领域为REBCO高温超导体晶体等，曾获得“世界最大超导体单晶体及高质量晶体奖”，获得多项国际专利，中国教育部第四批“长江学者”特聘教授。

## 生平
1982年和1984年先后获得上海交通大学学士、硕士学位、1993年获得利物浦大学博士学位。
1993至2001年任日本超导研究所任主任研究员，后任上海交通大学教授、组建上海交大晶体生长实验室。